# 拉贾斯坦饥荒
1869年的拉贾斯坦饥荒（包含大拉杰普塔纳饥荒、邦德尔坎德邦和上印度斯坦饥荒、西元1868年至1870年的拉杰普塔纳饥荒）影响了約296,000平方英里（770,000平方公里）的面积和約44,500,000人口，主要分布在拉贾斯坦王公州，阿杰梅尔的英属印度，在拉贾斯坦有150萬的因飢餓而造成死亡的人口。